# Edremit Körfezi
Edremit Körfezi – zatoka Morza Śródziemnego, położona w północno-wschodniej części Morza Egejskiego. W starożytności na północnym wybrzeżu zatoki istniało wiele osad, do których należały m.in. Hamaksitos, Polymedium, Assos, Lamponia, Antandros i Adramyttium. Obecnie są nad nią położone miejscowości Küçükkuyu, Altınoluk, Akçay i Burhaniye. Północne wybrzeże zatoki charakteryzuje się skalistymi górami porośniętymi sosnami i drzewami oliwnymi, z których najsłynniejszą jest góra Ida o wysokości 1750 m n.p.m. Na wschodnim wybrzeżu zatoki znajduje się żyzna dolina. 15 maja 1821 roku w zatoce miało miejsce jedno z pierwszych starć podczas wojny o niepodległość Grecji - grecki brander wysadził w powietrze turecki okręt wojenny.